# 新竹新西國三十三所靈場
新竹新西國三十三所靈場創建於日治時代昭和4年（1929年）10月17日，由新竹街內有志之士所發起，於新竹市郊之森林公園（今十八尖山公園）立靈場設施。

## 緣起
日治時期大正15年（1926年）於台北觀音山麓創設台北西國三十三所靈場之後，1928至1929年間於宜蘭、基隆及新竹分別成立地方靈場。新竹新西國三十三所靈場的石佛乃自日本山口縣德山市訂購，此三十三座石佛於昭和4年10月14日運抵新竹市十八尖山，10月17日落成法會當日清晨，當時之新竹街長擔任發起人總代，新竹州內務部長本間善庫等官員蒞臨，與信徒一同進行開眼巡禮及開眼禮讚式。昭和6年（1931年），新竹三十三觀音更成為新竹市居民新年初詣的對象。
目前十八尖山現存石佛24座，部分石佛設置已非原址。新竹靈場石佛採淺浮雕造型，缺乏常見的國名、寺名及本尊名的標示，與其他臺灣三處靈場石佛明顯不同。但因為新竹靈場所在的十八尖山，至解嚴為止仍是軍事管制區，使得新竹靈場的風貌得以保存。

## 靈場一覽
| 禮所   | 山號     | 寺                      | 本尊                       | 所在地   |
| ------ | -------- | ----------------------- | -------------------------- | -------- |
| 第1番  | 那智山   | 青岸渡寺                | 如意輪觀音                 | 十八尖山 |
| 第2番  | 紀三井山 | 紀三井寺                | 十一面觀音                 | 十八尖山 |
| 第3番  | 風猛山   | 粉河寺                  | 千手觀音                   | 十八尖山 |
| 第4番  | 槇尾山   | 施福寺                  | 千手觀音                   | 十八尖山 |
| 第5番  | 紫雲山   | 葛井寺（藤井寺）        | 千手觀音                   | 十八尖山 |
| 第6番  | 壺阪山   | 南法華寺                | 千手觀音                   | 十八尖山 |
| 第7番  | 東光山   | 龍蓋寺（岡寺）          | 如意輪觀音                 | 十八尖山 |
| 第8番  | 豐山     | 長谷寺                  | 十一面觀音                 | 十八尖山 |
| 第9番  |          | 興福寺 南圓堂           | 不空羂索觀音               | 十八尖山 |
| 第10番 | 明星山   | 三室戶寺                | 千手觀音                   | 十八尖山 |
| 第11番 | 深雪山   | 上醍醐寺 准胝堂         | 准胝觀音                   | 十八尖山 |
| 第12番 | 岩間山   | 正法寺                  | 千手觀音                   | 十八尖山 |
| 第13番 | 石光山   | 石山寺                  | 如意輪觀音                 | 十八尖山 |
| 第14番 | 長等山   | 園城寺（三井寺） 觀音堂 | 如意輪觀音                 | 十八尖山 |
| 第15番 | 新那智山 | 觀音寺                  | 十一面觀音                 | 十八尖山 |
| 第16番 | 音羽山   | 清水寺                  | 千手觀音                   | 十八尖山 |
| 第17番 | 補陀洛山 | 六波羅蜜寺              | 十一面觀音                 | 十八尖山 |
| 第18番 | 紫雲山   | 頂法寺（六角堂）        | 如意輪觀音                 | 十八尖山 |
| 第19番 | 靈麀山   | 行願寺                  | 千手觀音                   | 十八尖山 |
| 第20番 | 西山     | 善峯寺                  | 千手觀音                   | 十八尖山 |
| 第21番 | 菩提山   | 穴太寺                  | 聖觀音                     | 十八尖山 |
| 第22番 | 補陀洛山 | 總持寺                  | 千手觀音                   | 十八尖山 |
| 第23番 | 應頂山   | 勝尾寺                  | 千手觀音                   | 十八尖山 |
| 第24番 | 紫雲山   | 中山寺                  | 十一面觀音                 | 十八尖山 |
| 第25番 | 御嶽山   | 清水寺                  | 千手觀音                   | 十八尖山 |
| 第26番 | 法華山   | 一乘寺                  | 聖觀音                     | 十八尖山 |
| 第27番 | 書寫山   | 圓教寺                  | 如意輪觀音                 | 十八尖山 |
| 第28番 | 成相山   | 成相寺                  | 聖觀音                     | 十八尖山 |
| 第29番 | 青葉山   | 松尾寺                  | 馬頭觀音                   | 十八尖山 |
| 第30番 | 嚴金山   | 寶嚴寺                  | 千手觀音                   | 十八尖山 |
| 第31番 | 姨綺耶山 | 長命寺                  | 千手觀音 十一面觀音 聖觀音 | 十八尖山 |
| 第32番 | 繖山     | 觀音正寺                | 千手觀音                   | 十八尖山 |
| 第33番 | 谷汲山   | 華嚴寺                  | 十一面觀音                 | 十八尖山 |
| 番外   |          |                         | 花山院法皇                 | 十八尖山 |

## 相片

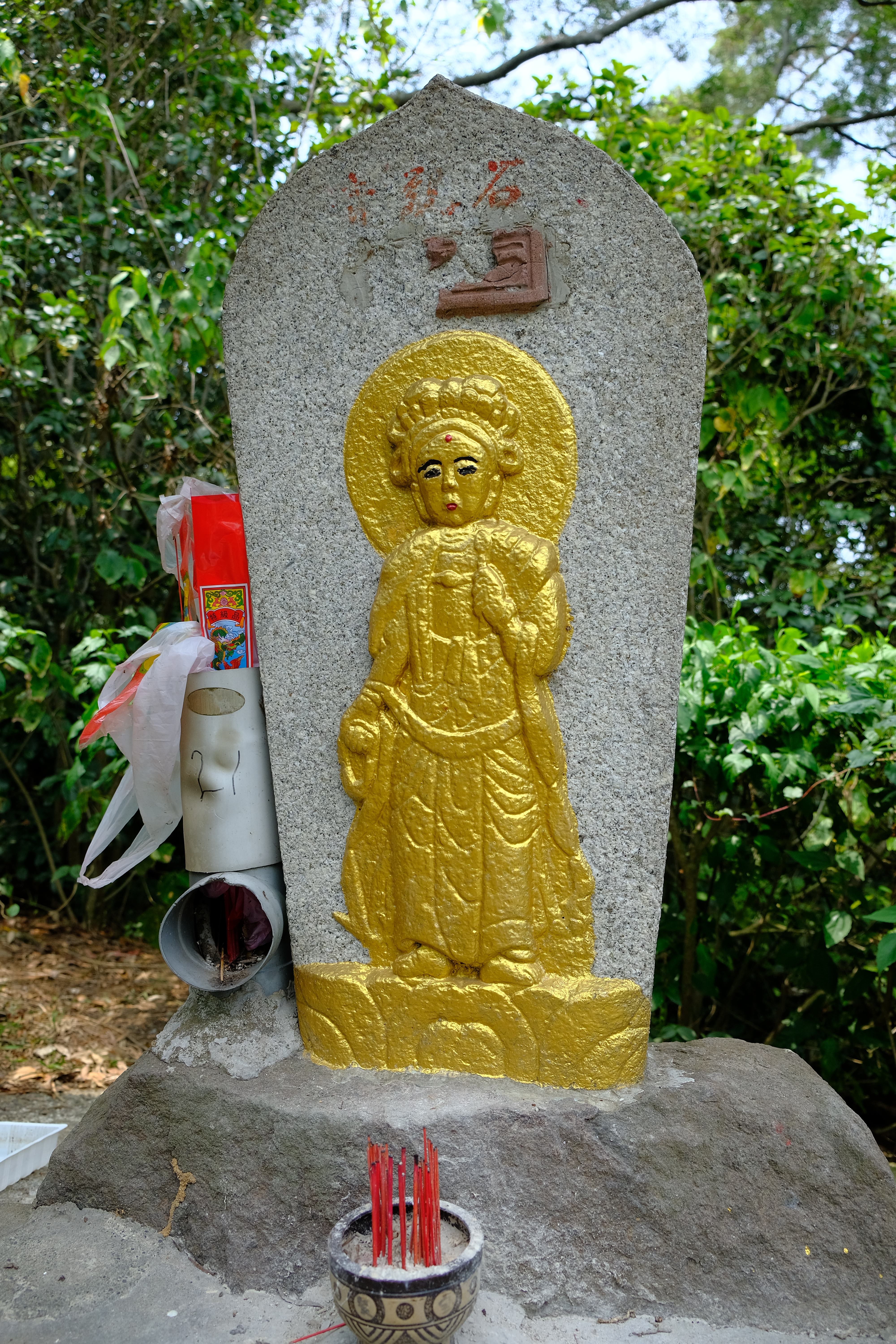
十八尖山(聖觀世音菩薩)
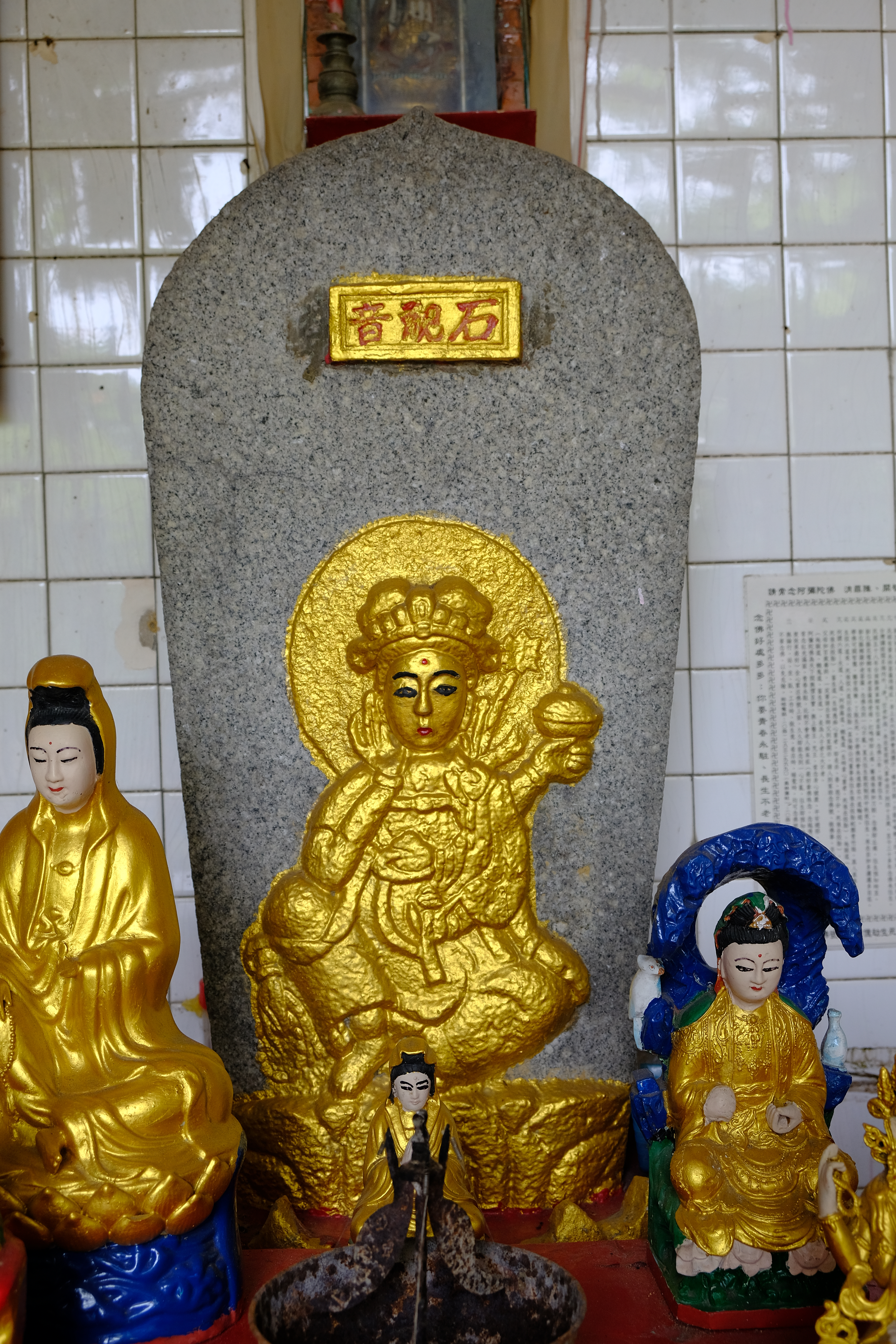
十八尖山(佛光岩六臂如意輪觀世音)
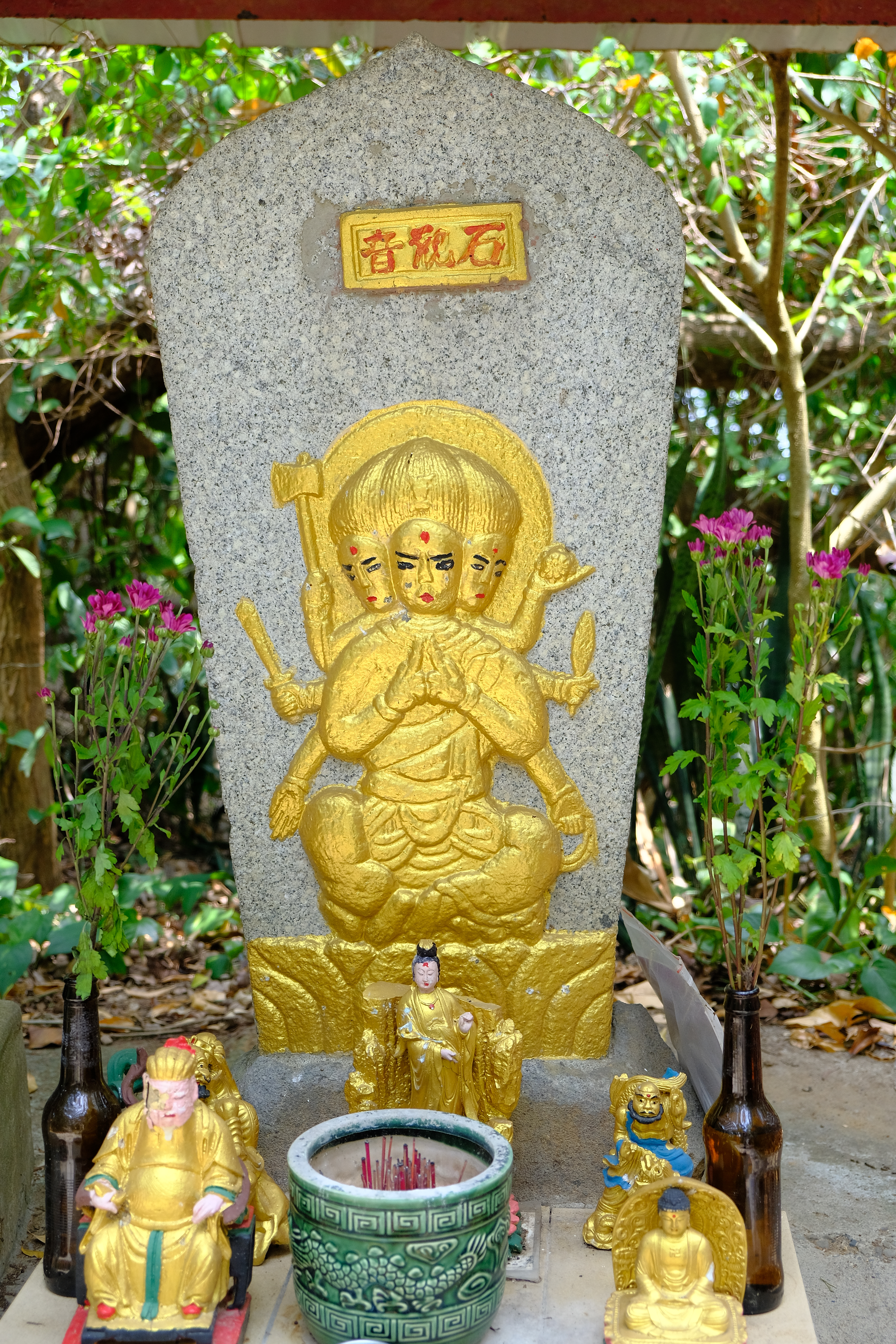
十八尖山(第29番松尾寺馬頭觀世音)（29番）
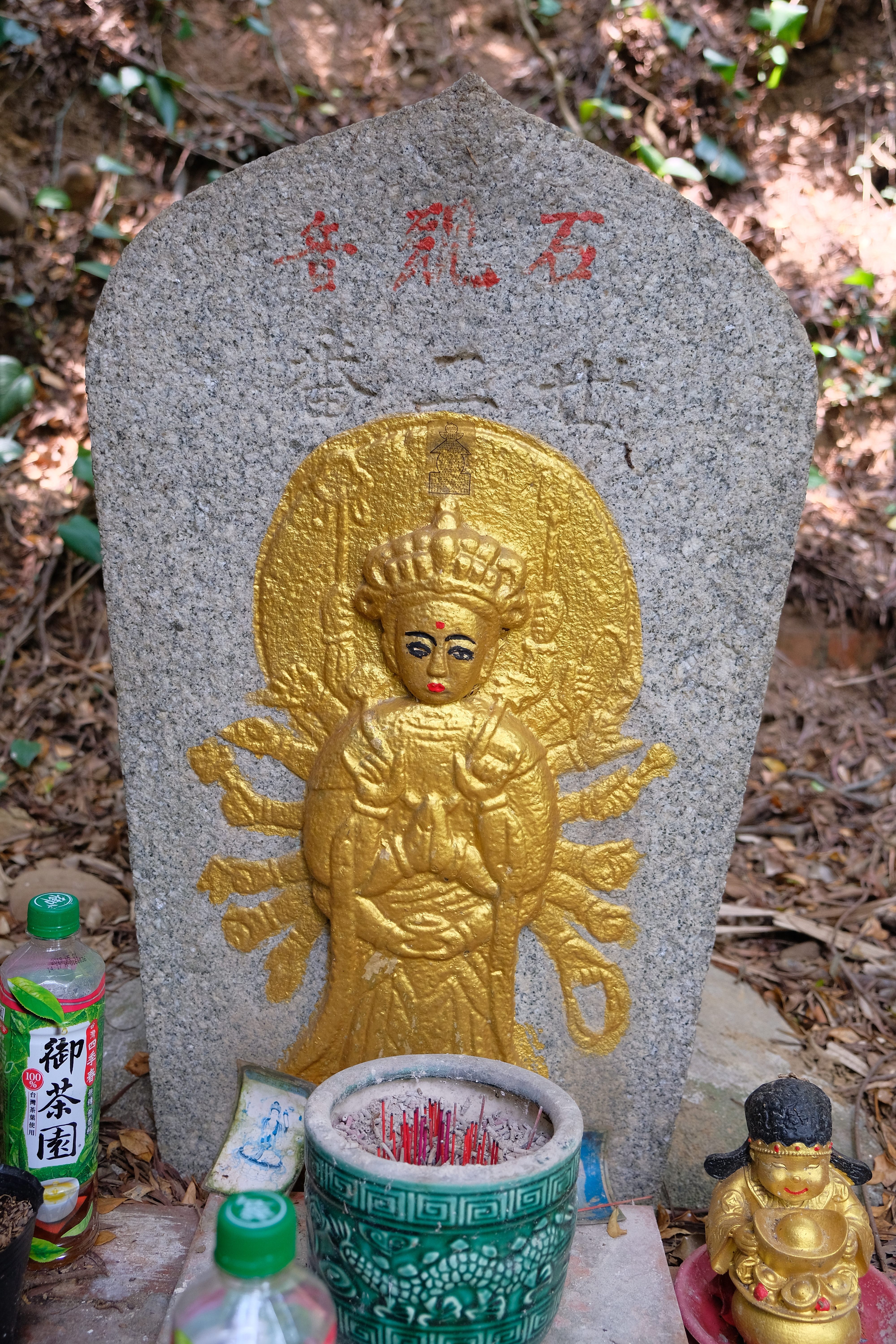
十八尖山(第32番千手千眼觀世音)（32番）

## 關連項目
- 台北西國三十三所靈場
- 基隆西國三十三所靈場
- 宜蘭西國三十三所靈場
- 西國三十三箇所
- 弘法寺 (高雄市)

## 外部連結
- 蕭郎《偶爾獨步山林間-觀音石佛總整理》 （页面存档备份，存于）